# Messager valdôtain
Il Messager valdôtain è un periodico edito all'inizio del mese di dicembre a partire dal 1911 in Valle d'Aosta. È colloquialmente definito L'almanach.

## Storia
Il Messager ha visto la luce per volontà di un gruppo di religiosi. Il primo direttore editoriale fu Gabriel Pession fino al 1953, quindi il testimone passò a Élie Pession fino al 1982, quindi ad Aldo Perrin fino al 2010.

## Copertina
L'immagine del Monte Bianco visto dalla galleria di Pierre-Taillée è stata utilizzata fino al 1947, quando fu sostituita da quella odierna.

## Collaboratori
Molte le firme illustri, in particolare quelle dei membri dell'Académie Saint-Anselme.
Tra gli altri nomi: l'abbé Joseph-Marie Henry, i canonici Pierre-Louis Vescoz e François-Gabriel Frutaz, l'abbé Joseph-Marie Trèves, Mgr. Giuseppe Calabrese, Armandine Jérusel, Charles Passerin d'Entrèves, Anselme Lucat e Anaïs Ronc-Désaymonet.